# Jessica Burgner-Kahrs

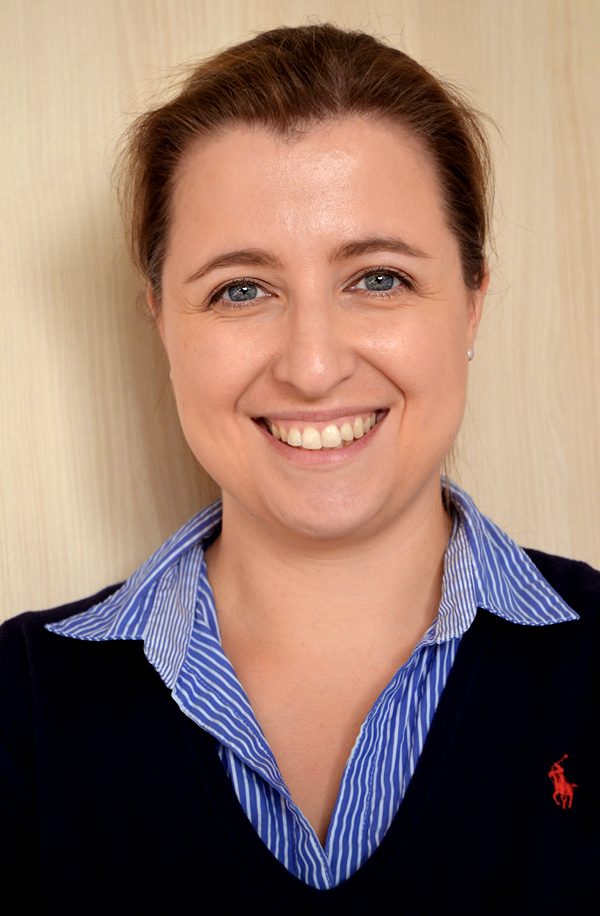
Jessica Burgner-Kahrs (2017)

Jessica Burgner-Kahrs (* 7. Januar 1981 in Wuppertal) ist eine deutsche Informatikerin und Spezialistin für Robotik.

## Werdegang
Nach dem Abitur am Nikolaus-Ehlen-Gymnasium in Velbert im Jahr 2000 absolvierte sie ein Studium der Informatik an der Universität Karlsruhe, das sie 2006 mit dem Diplom abschloss. Als wissenschaftliche Mitarbeiterin am Institut für Prozessrechentechnik, Automation und Robotik entwickelte sie im Rahmen ihrer Dissertation das weltweit erste Robotersystem für das automatisierte, lasergestützte Schneiden von Knochen. Im Januar 2010 wurde sie im Fach Ingenieurwissenschaften mit der Arbeit Robot assisted laser osteotomy zum Dr. Ing. promoviert.
In den zwei darauffolgenden Jahren forschte sie als Research Associate am Medical Engineering and Discovery Lab (Labor für Medizintechnik) im Fachbereich Maschinenbau der Vanderbilt University in Nashville in den Vereinigten Staaten. Über ein Förderprogramm zur Rückgewinnung deutscher Wissenschaftler aus dem Ausland des DAAD kehrte sie 2012 nach Deutschland zurück und arbeitet seitdem in verschiedenen Positionen an der Leibniz Universität Hannover.
Im Frühjahr 2013 wurde Burgner-Kahrs Geschäftsführerin am Mechatronik-Zentrum Hannover (MZH), einem interdisziplinären Forschungszentrum der Fakultäten für Elektrotechnik, Informatik und Maschinenbau. Im Oktober 2013 gründete sie die Emmy-Noether-Nachwuchsgruppe CROSS am Mechatronik-Zentrum, die sich mit Kontinuumsrobotern für chirurgische Systeme beschäftigt. Unter Kontinuumsroboter sind dabei winzige, gelenklose „Roboter“ mit tentakelartigen Armen aus mehreren superelastischen Röhrchen zu verstehen, mit denen minimalinvasive chirurgische Eingriffe in der Medizin verbessert werden können. Burgner-Kahrs und die Emmy-Noether-Gruppe betreiben Grundlagenforschung in diesem Bereich.
Im November 2015 folgte Burgner-Kahrs einem Ruf ihrer Universität auf eine W2-Professur und gründete dort, hervorgehend aus der Emmy-Noether-Gruppe, den Lehrstuhl für Kontinuumsrobotik. 2019 wechselte Burgner-Kahrs an die University of Toronto in Kanada. Seit 2020 ist sie Associate Director am University of Toronto Robotics Institute.

## Auszeichnungen
- Heinz-Maier-Leibnitz-Preis des Bundesministeriums für Bildung und Forschung und der Deutschen Forschungsgemeinschaft (2015)[3]
- Wissenschaftspreis Niedersachsen in der Kategorie Nachwuchswissenschaftler (2015)[3]
- Nachwuchswissenschaftlerin des Jahres 2015, Deutscher Hochschulverband und academics.de (2015)[3]
- Technikwissenschaftlicher Preis der Berlin-Brandenburgischen Akademie der Wissenschaften (BBAW)[1]
- seit Februar 2015 Mitglied von AcademiaNet nach Nominierung durch die DFG und Leopoldina[8]

## Publikationen
- A. Verl, A. Albu-Schäffer, O. Brock, A. Raatz (Eds.): Task-specific Design of Tubular Continuum Robots for Surgical Applications, Soft Robotics – Transferring Theory to Application. Springer, Berlin/Heidelberg/New York 2015, ISBN 978-3-662-44505-1, S. 222–230, doi:10.1007/978-3-662-44506-8_19.
- Jessica Burgner: Robot Assisted Laser Osteotomy. ISBN 3-86644-497-4 (Volltext).
- Artikel und Konferenzbeiträge[9]